# Lac Synevyr
Le lac Synevir (en ukrainien : Синевир) est l'un des plus grands lacs d'Ukraine. Il est situé dans l'ouest du pays, dans le raïon de Khoust. Il est en mutation régulière en fonction des conditions météorologiques.

## Protection
Le lac fait partie du parc national du Synevyr et est reconnu comme l'une des sept merveilles naturelles d'Ukraine et est reconnu comme site de la Convention de Ramsar,.

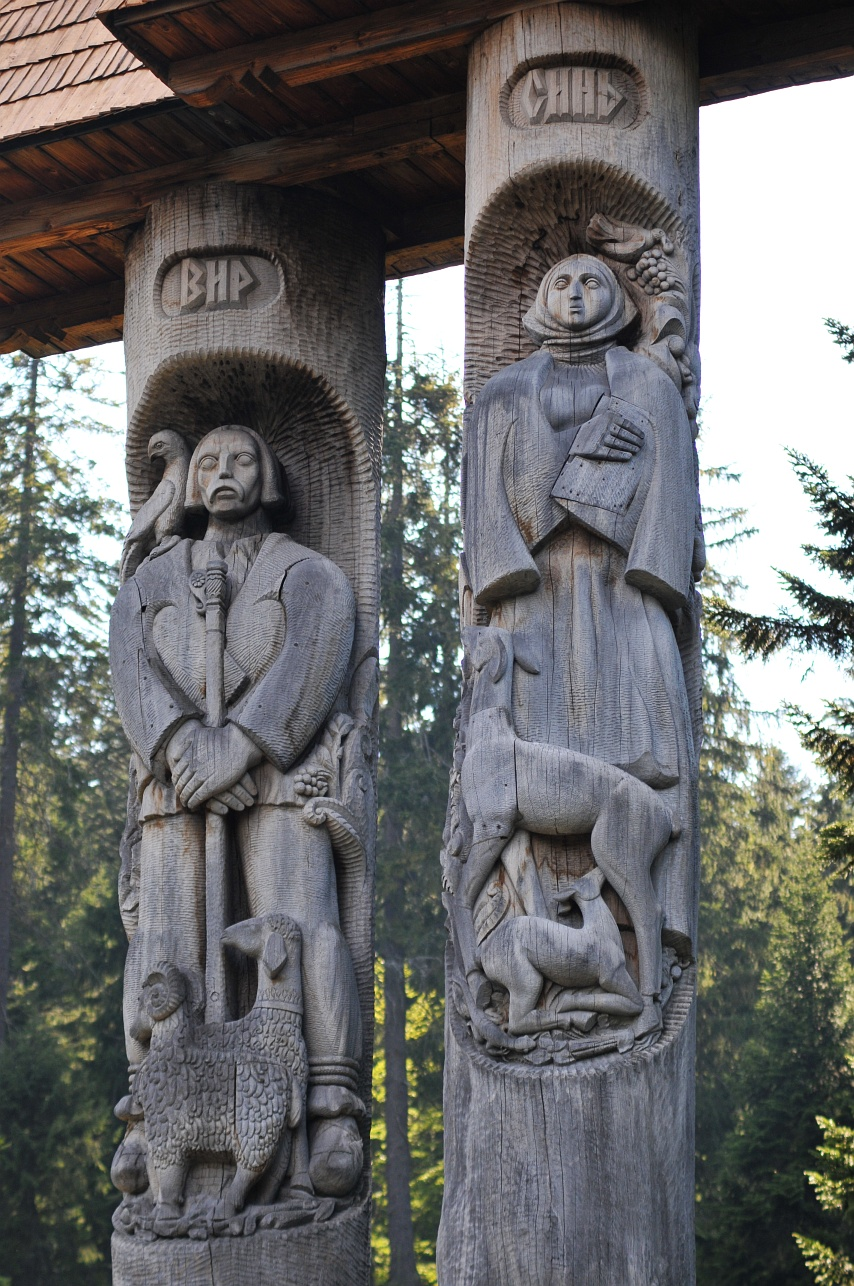
Sculpture de Vir et Sin.
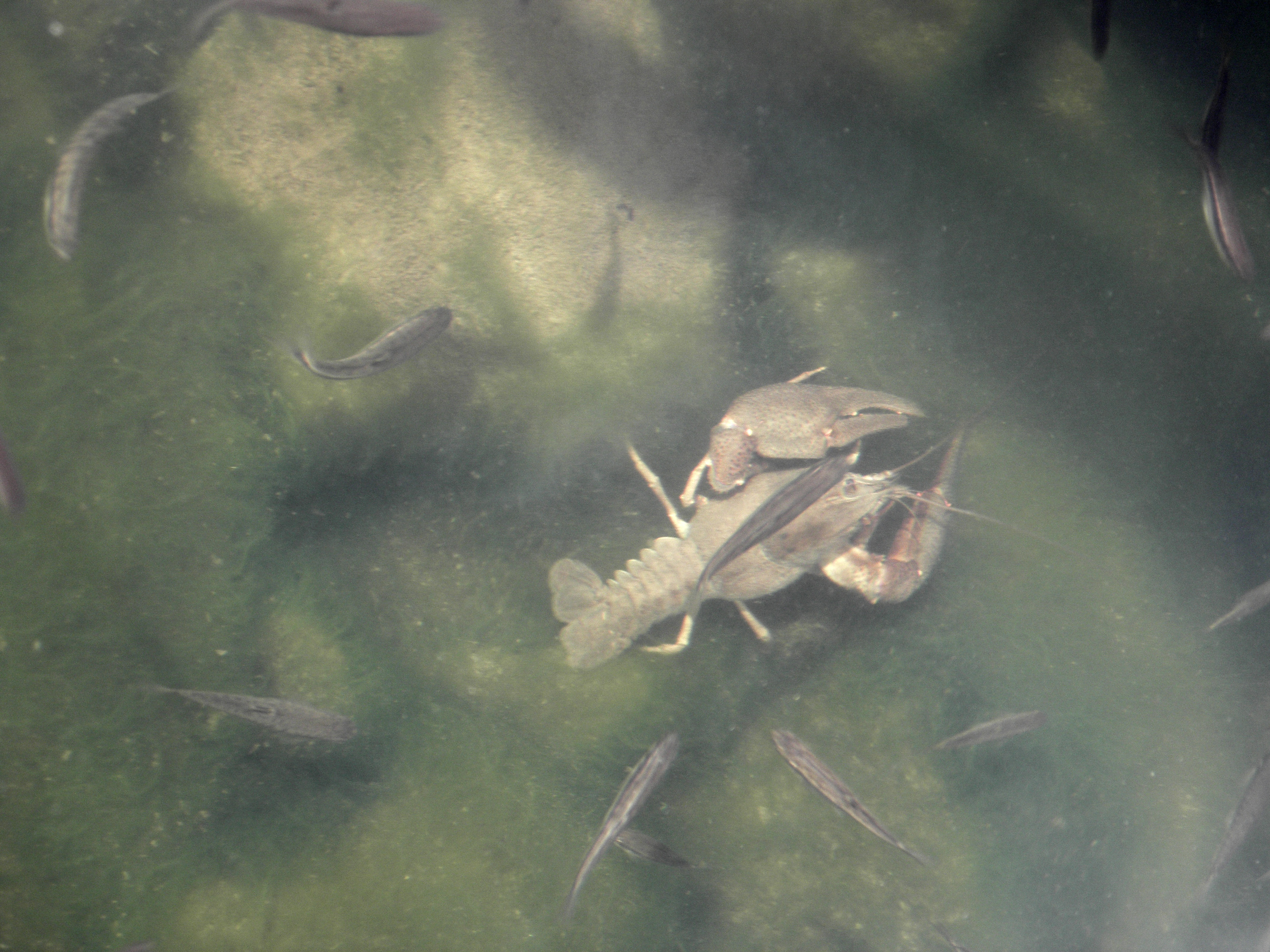
Vie aquatique.
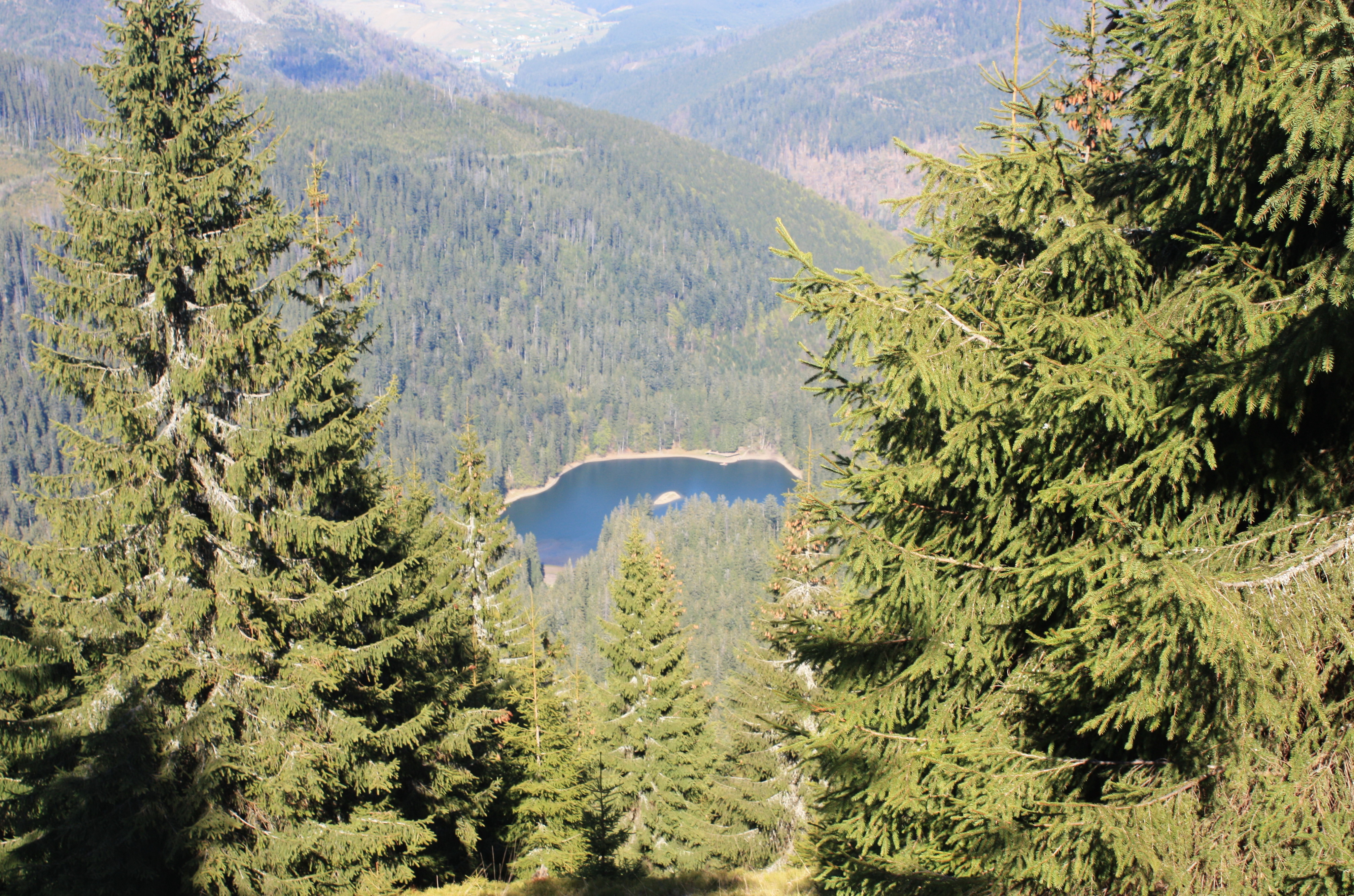
Vue générale et niveau bas.